# オトガイ舌骨筋
オトガイ舌骨筋（オトガイぜっこつきん、Geniohyoid muscle）は、頭頸部の筋肉の一つ。顎舌骨筋の直上を上下に走り舌骨に繋がる舌骨上筋である。舌骨を前方に挙上し、舌骨固定時には下顎骨を後下方に引く作用を持つ。
オトガイ舌骨筋の起始は下顎骨のオトガイ棘であり、舌骨の体部上縁に停止する。

## 追加画像

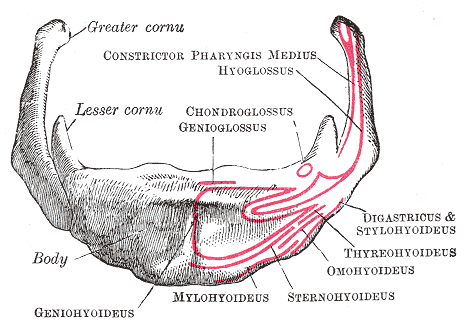
Hyoid bone. Anterior surface. Enlarged.
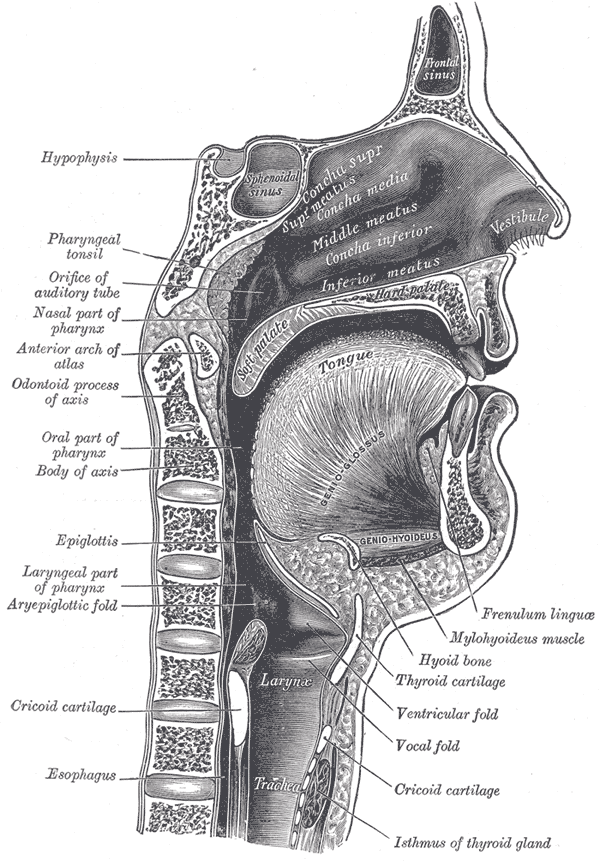
Sagittal section of nose mouth, pharynx, and larynx.